# جسر ويلنغ المعلق

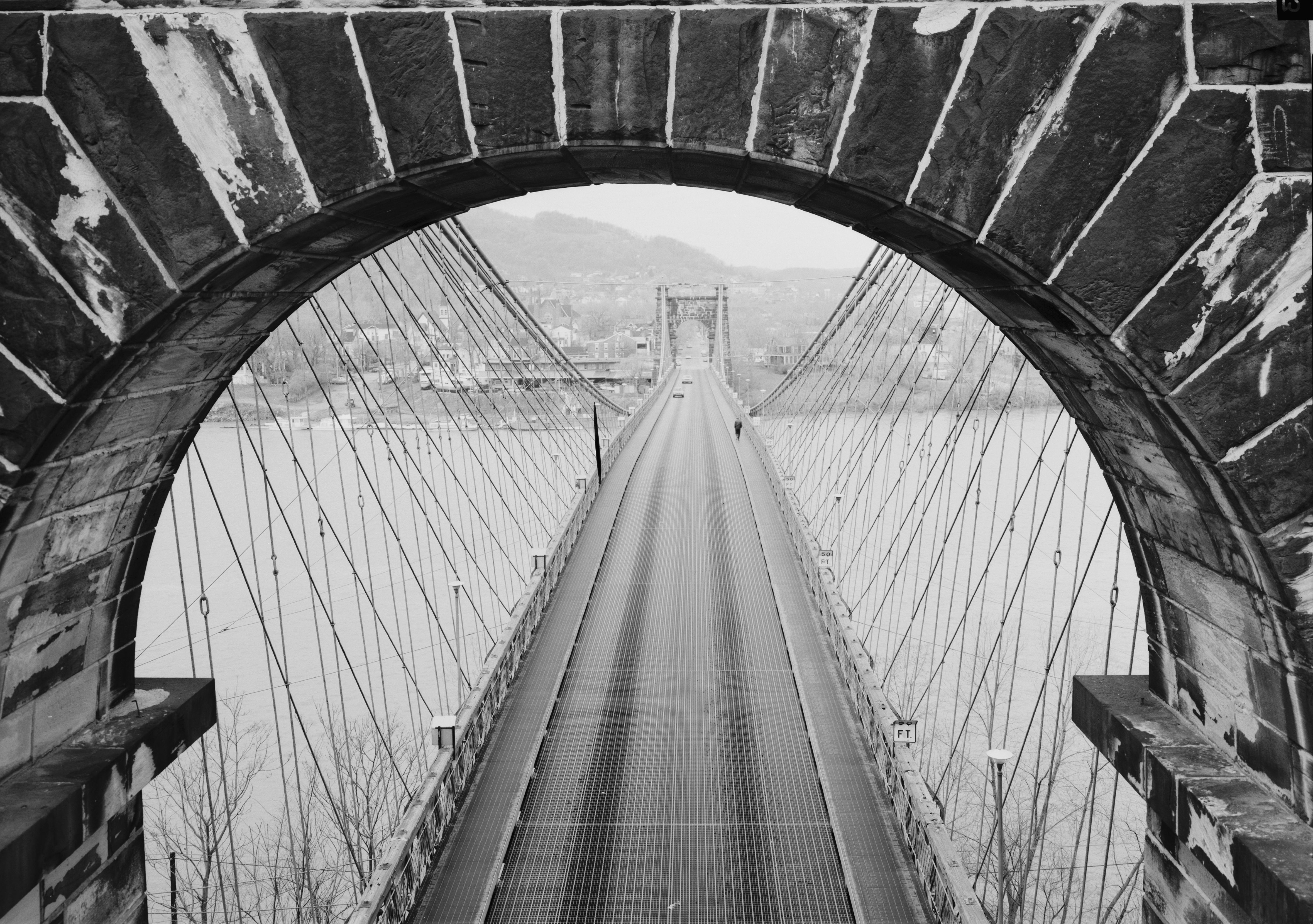

جسر ويلنغ المعلق هو جسر معلق يعبر القناة الرئيسية لنهر أوهايو في ويلنغ بولاية فيرجينيا الغربية. وهو أكبر جسر معلق في العالم منذ عام 1849 وحتى عام 1851. صممه شارل اليت الابن (الذي عمل أيضا في جسر شلالات نياجارا المعلق) وأشرف على بناء ما أصبح أول جسر يمتد على نهر كبير غرب جبال الأبلاشيان، وربط القسم الشرقي والغربي من الطريق الوطني، وأصبح مهما استراتيجيًّا خاصة خلال الحرب الأهلية الأميركية.
يبلغ طول الامتداد الرئيسي 310 أمتار من البرج إلى البرج. ويقع البرج الشرقي على شاطئ ويلنغ بينما يقع البرج الغربي على جزيرة ويلنغ. يقع البرج الشرقي على ارتفاع 153.5 قدم (46.8 متر) فوق مستوى الماء المنخفض للنهر، أو 82 قدما (25 مترا) من قاعدة البناء. يرتفع البرج الغربي 132.75 قدمًا (40.46 مترا) فوق مستوى المياه المنخفضة، مع 69 قدما (21 مترا) من البناء. أجرى الدكتور إيموري كمب تحليلا مفصلا للجسر.
صُنّف جسر ويلنغ المعلق كمعلم تاريخي وطني في 15 مايو 1975. ويقع في منطقة جزيرة ويلنغ التاريخية.

## خلفية تاريخية

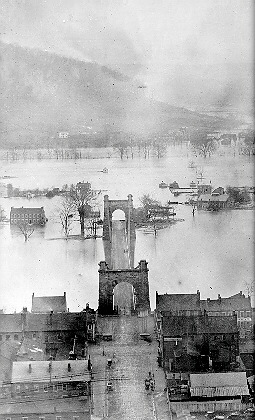
جسر ويلنغ المعلق ونهر أوهايو المتدفق، تم تصويره عام 1852. مجموعة دبليو سي براون.

مُنح عقد لشركة ويلنغ وبلمونت بريدج في عام 1816 لبناء جسر لتوسيع الطريق الوطني (المعروف أيضا باسم كومبرلاند بايك لأنه بدأ في كمبرلاند بولاية ماريلاند) عبر نهر أوهايو. وعلى الرغم من أن الكونغرس الأمريكي وافق على إنشاء الطريق الوطني في عام 1806، وتنافس المدن على ذلك المعبر، وهي ويلزبورغ وفرجينيا وستوبنفيل بولاية أوهايو، تم إنجاز ذلك الجسر الذي يربط ويلنغ ببلمونت. وصل الطريق الوطني رسميا إلى ويلنغ في الأول من أغسطس عام 1818، بيد أن العبارات نقلت الركاب والشحن إلى القسم الآخر من الطريق الوطني الذي بدأ في بيلمونت واستمر غربا. وفي عام 1820، أذن الكونغرس بتمديد الطريق الوطني إلى سانت لويس، ميزوري.
جرت محاولة أخرى لبناء جسر عبر نهر أوهايو بعد أكثر من عقد من الزمان. وبدأ ذلك في الهيئات التشريعية للولاية ونجح في نهاية المطاف في بناء الجسر باستخدام التكنولوجيا الجديدة.

### التكنولوجيا والتأخيرات
منذ عام 1820 أنفق الكونجرس الكثير من المال لإزالة العقبات الملاحية من نهر أوهايو، والذي يتدفق من بيتسبرج عبر ويلنغ (ثم فرجينيا) إلى سينسيناتي في أوهايو ثم يصل في نهاية المطاف إلى نهر ميسيسيبي في ولاية إلينوي، قليلا إلى أسفل نهر سانت لويس في ميزوري (الذي أصبح مركزا تجاريًّا داخليًّا رئيسيًّا). وبالتالي يمكن أن تشحن السلع والمنتجات بأسعار زهيدة إلى حد ما وبسرعة إلى أسفل نهر أوهايو وأن تصل إلى ميناء نيو أورليانز البحري في لويزيانا.
وفي الوقت نفسه، كان نقل البريد الأمريكي والركاب والبضائع عبر نهر أوهايو في ويلنغ لربط قطاعي الطريق الوطني مرهقًا ومكلفًا. أصبح الحفاظ على الطريق الوطني يكلف أموالا أيضا، خاصة بعد الفيضانات في عام 1832 التي تركت حطامًا، فضلا عن المرافق الساحلية المدمرة. وفي عام 1835، أعطى الكونغرس الولايات المجاورة أقساما قائمة، من أجل تمرير تكاليف الصيانة هذه. وفي غضون ذلك، ساعدت تكنولوجيا الزوارق البخارية الجديدة السلع على الانتقال. تطورت تكنولوجيا السكك الحديدية والجسور. ومع ذلك، ظلت الملاحة في نهر أوهايو بين ويلنغ وبيتسبرغ خطرة في أوقات معينة من السنة (بسبب الجليد والأنقاض في فيضانات الشتاء والربيع، فضلا عن انخفاض المياه في الصيف).

## البناء
بعد عدد من التأخيرات، في عام 1847، اشترك المجلسان في فرجينيا وأوهايو في إصدار ميثاق جسر ويلينغ الجديد. ودعي كل من تشارلز إليه وجون روبلنغ إلى تقديم تصاميم وتقديرات لجسر فوق القناة الشرقية للنهر إلى جزيرة ويلنغ.
يقطع الجسر مسافة 1010 أقدام (308 أمتار) عبر نهر أوهايو ويسمح للقناطر بالمرور تحته. وما زال أقدم جسر معلق للسيارات في الولايات المتحدة قيد الاستخدام، وهو مدرج بوصفه معلما تاريخيا وطنيا ومعلما تاريخيا للهندسة المدنية. وفي مطلع الثمانينات، أعادت شعبة غرب فرجينيا للطرق السريعة الجسر. ما زال الجسر في الخدمة الفعلية، ولكن مع قيود على الوزن والارتفاع منذ تصميمه قبل اختراع السيارات والشاحنات. وفي وقت البناء، كان الحصان والعربة أكبر حمل حي يمكن توقعه. وفي الوقت الحالي، يبلغ حد وزن الجسر (لكل مركبة) 4000 رطل (1800 كغ)، ما يجعله غير صالح للشاحنات أو الحافلات أو المركبات الثقيلة الأخرى.

## القيود والقضايا الحديثة المتعلقة بالوزن
في 17 فبراير 2011، فقدت سيارة كانت تسير بسرعة عالية السيطرة وتحطمت بلوحات الأرصفة على الجسر. وأغلق الجسر لمدة تتراوح بين أربعة وخمسة أيام، أولا للفحص، ثم لإصلاح اللوحات، فضلا عن إصلاحات طفيفة أخرى.
وفي 23 مارس 2016، أُغلق الجسر أمام حركة مرور السيارات والمارة بعد محاولة حافلة غرايهاوند عبور الجسر وإتلافه، وأعيد افتتاحه أمام حركة المرور (ضمن حدود الارتفاع والوزن) بعد أن عملت شركة على التحقق من الجسر.